# Молодий раджа
Маолодий раджа (англ. The Young Rajah) — американська мелодрама режисера Філа Розена 1922 року.

## Сюжет
Молодий чоловік, який все життя жив на півдні Америки, виявляє, що він є індійським принцом, чий трон захопили узурпатори.

## У ролях
- Рудольф Валентіно — Амос Джадд
- Чарлз Огл — Джошуа Джадд
- Фанні Міджлі — Сара Джадд
- Джордж Філд — принц Раджан'я Пейкпарра Мансінг
- Бертрам Грессбі — Магараджа Алі Кан
- Джозеф Свікард — Нарада — містик
- Вільям Бойд — Стівен Ван Коверт
- Роберт Обер — Горацій Беннетт
- Джек Гіддінгс — Остін Слейд молодший
- Ванда Хоулі — Моллі Кебот
- Едвард Джобсон — Джон Кебот
- Дж. Фаррелл МакДональд — Амад Біг — прем'єр-міністр